# Astrostephane
Genre
Astrostephane est un genre d'étoile de mer complexes de la famille des Brisingidae.

## Liste des espèces
Selon World Register of Marine Species (19 janvier 2015) :
- Astrostephane acanthogenys (Fisher, 1916)
- Astrostephane moluccana (Fisher, 1916)